# Polyporales
Polyporales (Ernst Gäumann, 1926) din încrengătura Basidiomycota în clasa Agaricomycetes este un ordin de ciuperci mare, împărțit în 21 familii, cu 312 genuri și peste 1800 specii, fiind răspândit în toată lumea. Soiurile sunt ciuperci saprofite sau/și parazitare. 

## Taxonomie
Ordinul Polyporales a fost determinat de micologul elvețian Ernst Gäumann, de verificat în opera sa Vergleichende Morphologie der Pilze din 1926. Acest taxon este valabil până în prezent (2020).
Există mai multe sinonime facultative sau heterotipice, propuse în primul rând de micologul elvețian Walter Jülich care însă nu au fost folosite niciodată, fiind astfel neglijabile.
În trecut, acest ordin a făcut parte din ordinul desființat Aphyllophorales. Aici au fost cuprinse toate ciupercile cu litigii, în formă de măciucă sau cu țepi, precum toate formele de ciuperci de scoarță (resupinate) asemănătoare, ca nu agarice ca de exemplu speciile ale familiilor Cantharellaceae, Clavulinaceae și Hydnaceae. 

## Sistematică
Cercetările moleculare, bazate pe analiza cladistică a secvențelor de ADN, au redefinit ordinul Polyporales. Studiile care au utilizat o combinație de secvențe de gene rRNA, gene care codifică proteine de o singură copie, și analize filogenetice bazate pe genom au arătat că acest ordin este un grup monofiletic, fiind membru al clasei Agaricomycetes, dar nu atribuit într-o subclasă. Deși ordinul Polyporales este puternic susținut drept cladă în clasa Agaricomycetes, lipsa unui consens pentru clasificarea la nivel înalt în cadrul grupului este o barieră pentru revizuirea taxonomică ulterioară. S-au amplificat genele nrLSU, nrITS și rpb1 de-a lungul Polyporales, cu o atenție specială pe acesta din urmă. Mai departe, au fost combinate noile secvențe cu datele moleculare generate în cadrul proiectului PolyPEET și efectuat probabilități maxime precum  analize filogenetice a inferenței bayesiene (o metodă de inferență statistică).
Pentru unele familii de fungi care au putea să aparțină ordinului Polyporales, confirmarea moleculară este absentă sau lipsește, incluzând familiile Diachanthodaceae,Jülich, (1981)  Fragiliporiaceae  Y.C.Dai, B.K.Cui & C.L.Zhao (2014)  Hymenogrammaceae ,Jülich, (1981)  sau Phaeotrametaceae  (Popoff) Piątek (2005) .
Familia Nigrofomitaceae, care a fost plasată anterior în Polyporales, s-a dovedit să fie imbricată drept linie independentă în cadrul ordinului Hymenochaetales.

## Morfologie
Acești bureți cresc adesea pe lemn și formează corpuri de fructificare, care constau în cea mai mare parte din console fără picior sau din mai multe pălării cu tulpini. Stratul fructifer cu pori și carnea sunt adesea formate din mai multe tipuri de hife. Dacă apar doar hife generative, țesutul este monomitic. Cu toate acestea, pot apărea, de asemenea, hife scheletice și legătoare. Atunci trama este dimitică sau trimitică. Apariția ultimelor două hife provoacă duritatea și elasticitatea corpurilor fructifere. Unele pedicele cresc perene și peste tot anul, cu condiția să nu fie îngheț.

### Familiile ordinului
Conform NCBI și Catalogue of Life există 21 familii, anume:
| - Cerrenaceae Miettinen, Justo & Hibbett (2017), cu 3 genuri - Cystostereaceae Jülich (1981) cu 6 genuri - Dacryobolaceae Jülich (1981) , cu 8 genuri - Fomitopsidaceae Jülich (1981) cu 37 genuri - Ganodermataceae Donk (1948) cu 9 genuri - Gelatoporiaceae Miettinen, Justo & Hibbett (2017) cu 4 genuri - Grifolaceae Jülich (1981) cu 1 gen - Hyphodermataceae Jülich (1981) cu 1 gen - Incrustoporiaceae Jülich (1981) cu 4 genuri - Irpicaceae Spirin & Zmitr. (2003) cu 12 genuri - Ischnodermataceae Jülich (1981) cu 1 gen | - Laetiporaceae Jülich (1981) cu 5 genuri - Meripilaceae Jülich (1981) cu 7 genuri - Meruliaceae Rea (1922) cu 42 genuri - Panaceae Miettinen, Justo & Hibbett (2017) cu 2 genuri - Phanerochaetaceae Jülich (1981) cu 27 genuri - Polyporaceae (Fr.) Corda (1839) cu 114 genuri - Podoscyphaceae D.A.Reid (1965) cu 5 genuri - Sparassidaceae Herter (1910) cu 2 genuri - Steccherinaceae Parmasto (1968) cu 22 genuri - Xenasmataceae Oberw. (1966) cu 3 genuri (pentru unii incertae sedis) |

## Specii ale ordinului în imagini

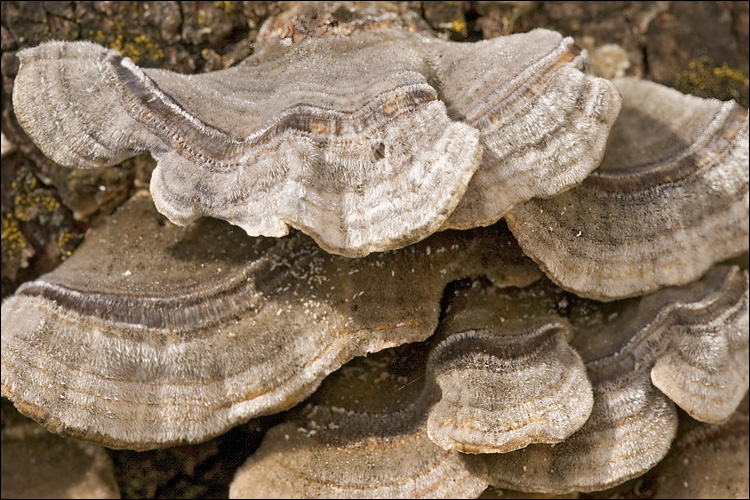
Cerrena unicolor (Cerrenaceae)
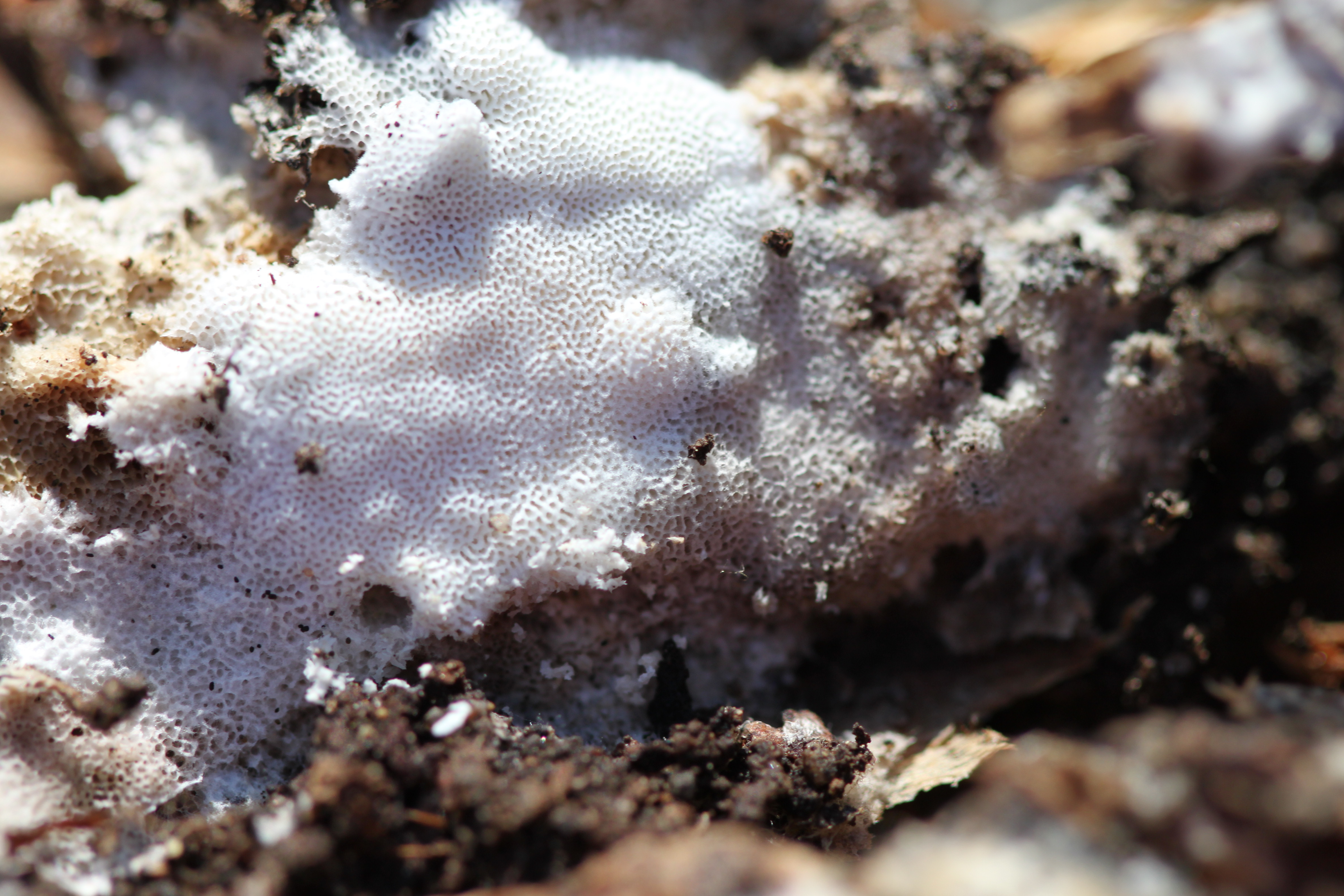
Cinereomyces lindbladii (Gelatoporiaceae)
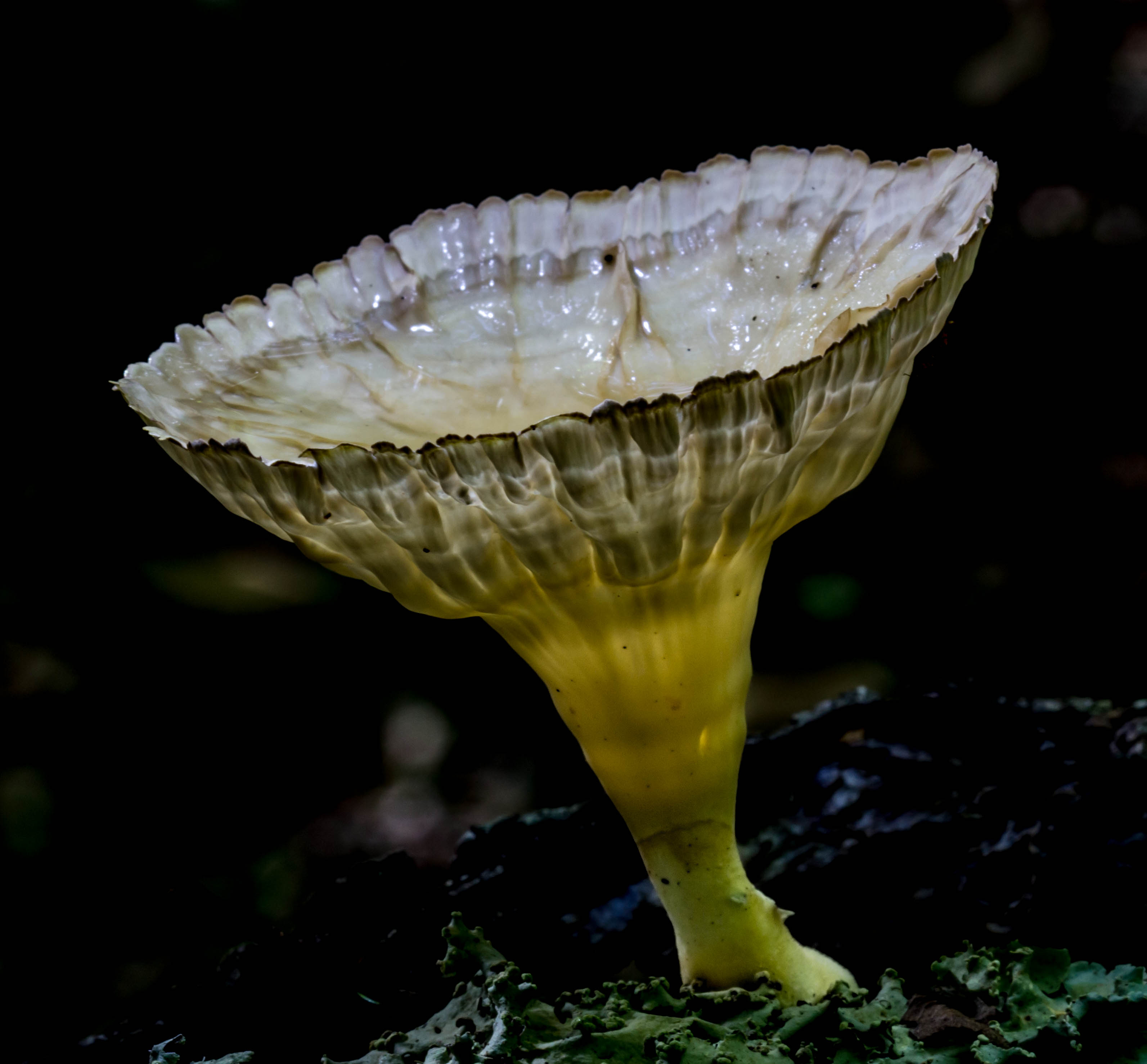
Cymatoderma caperatum (Panaceae)
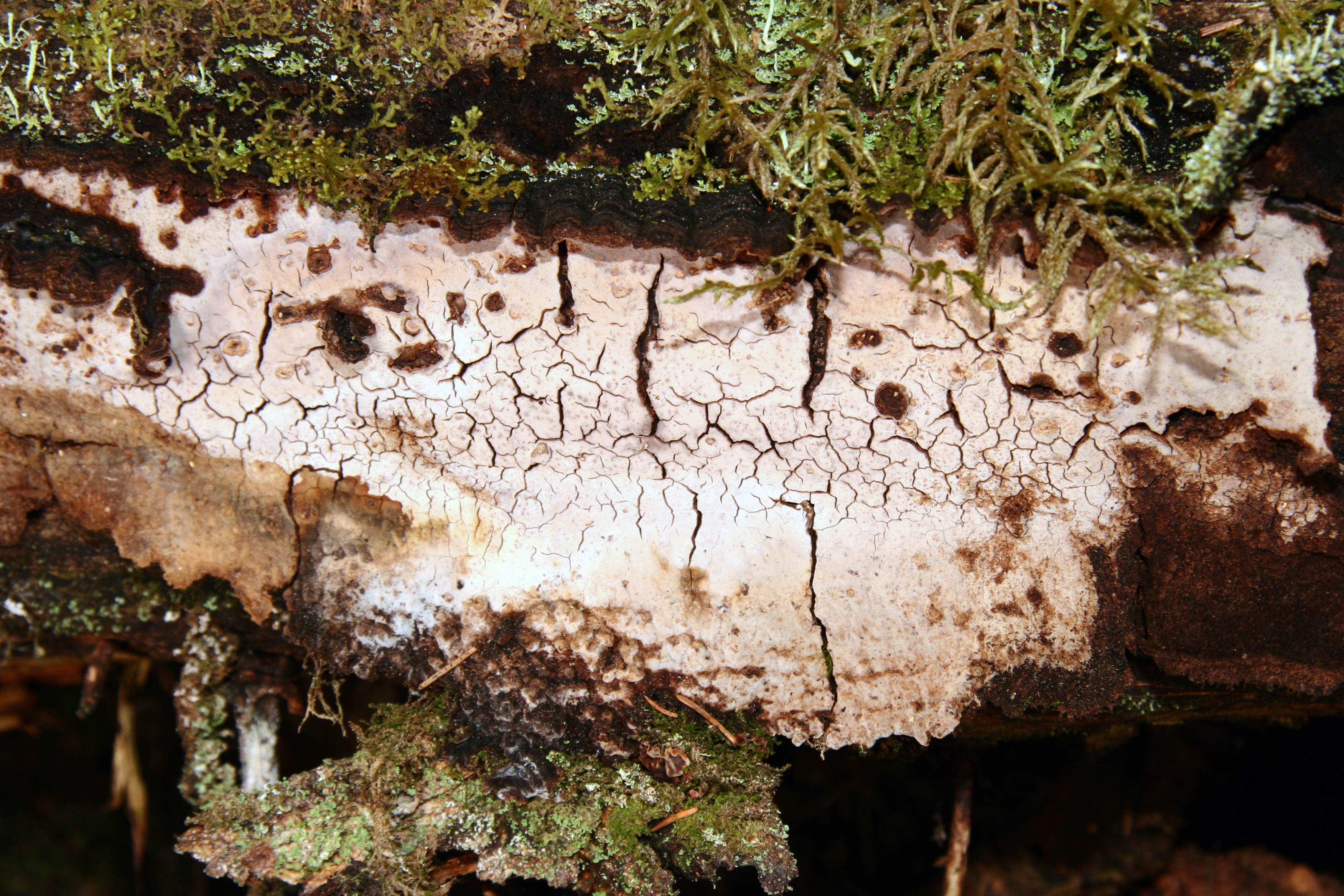
Cystostereum murrayi (Cystostereaceae)
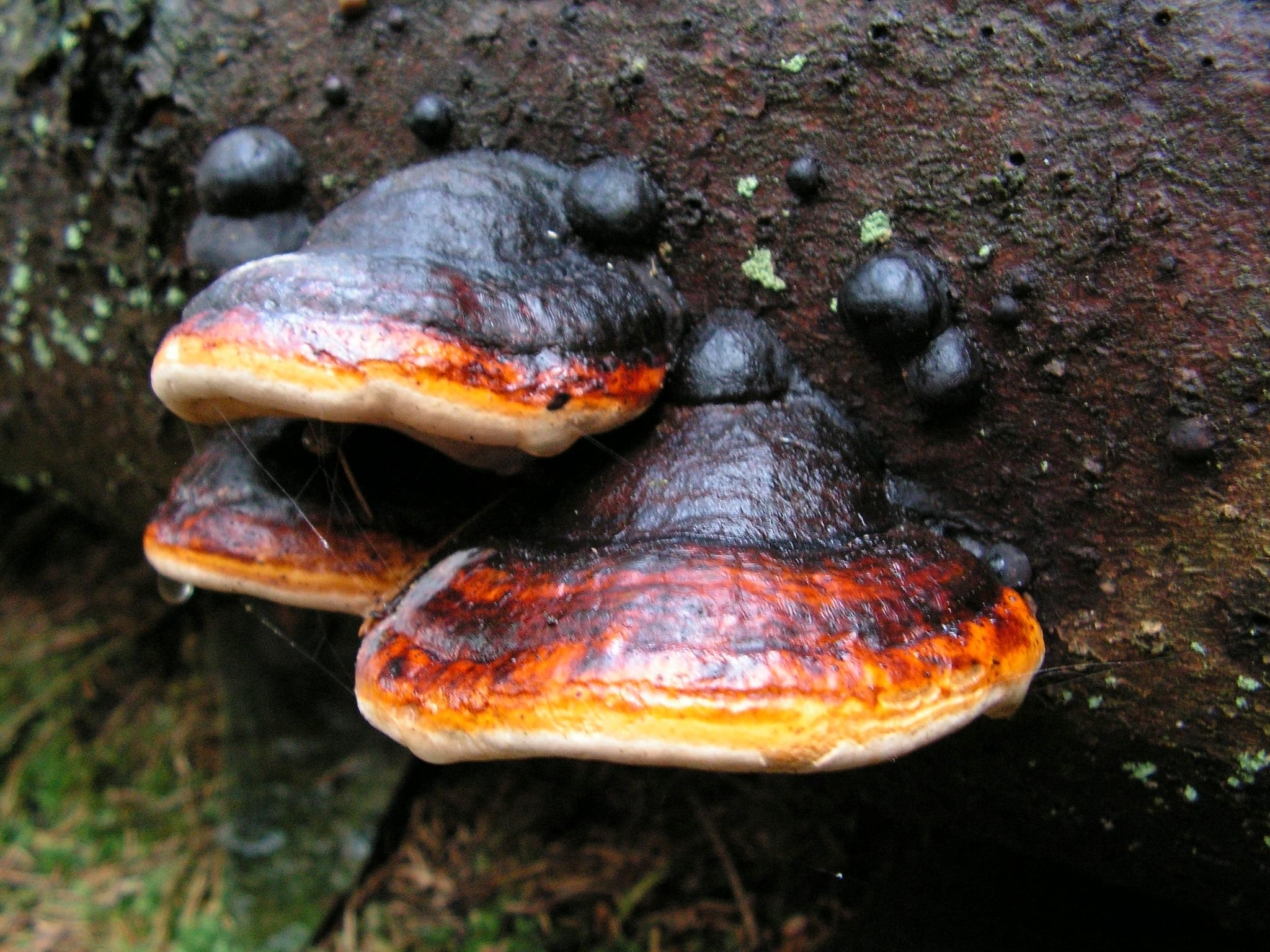
Fomitopsis pinicola (Fomitopsidaceae)
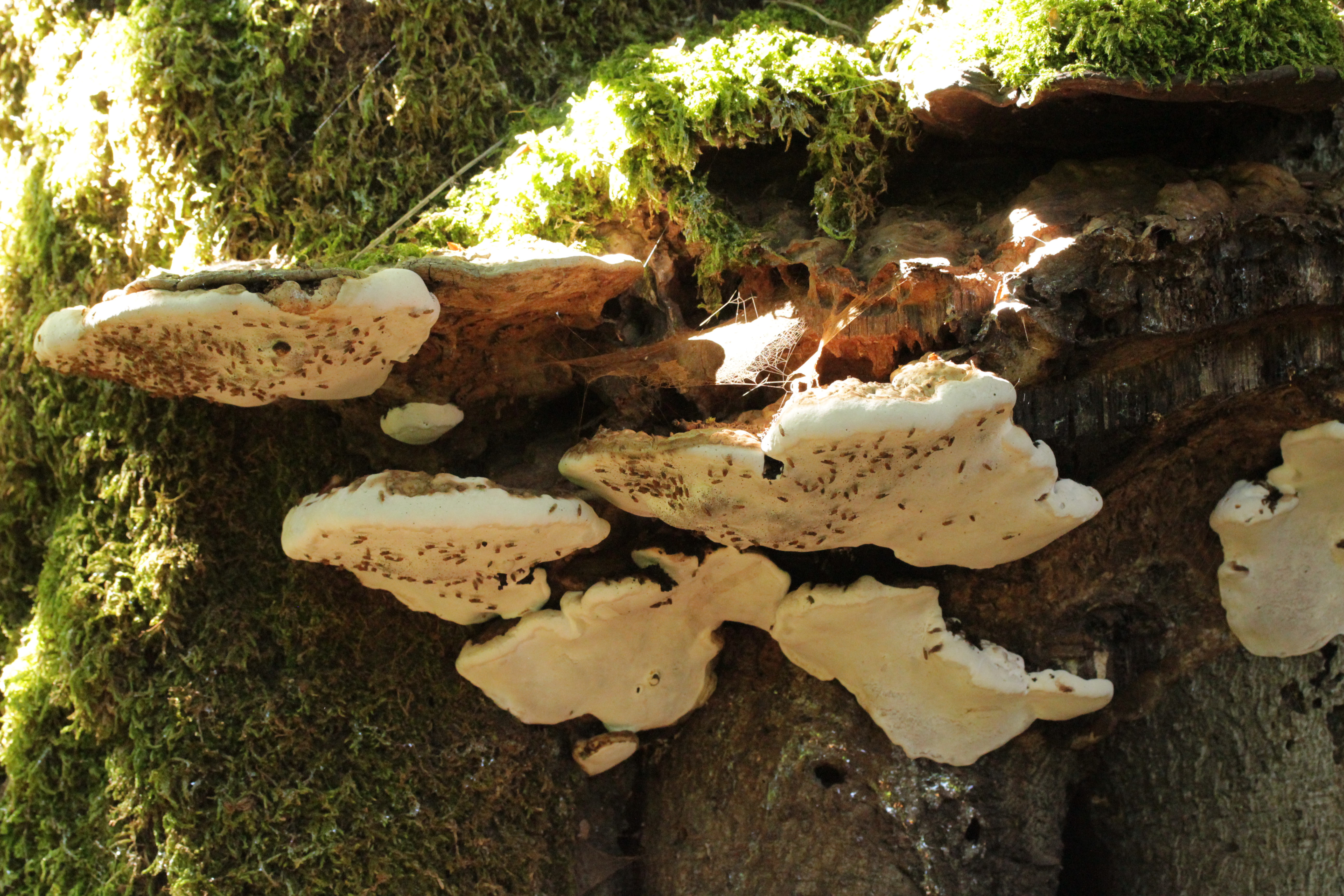
Ganoderma applanatum (Ganodermaceae)
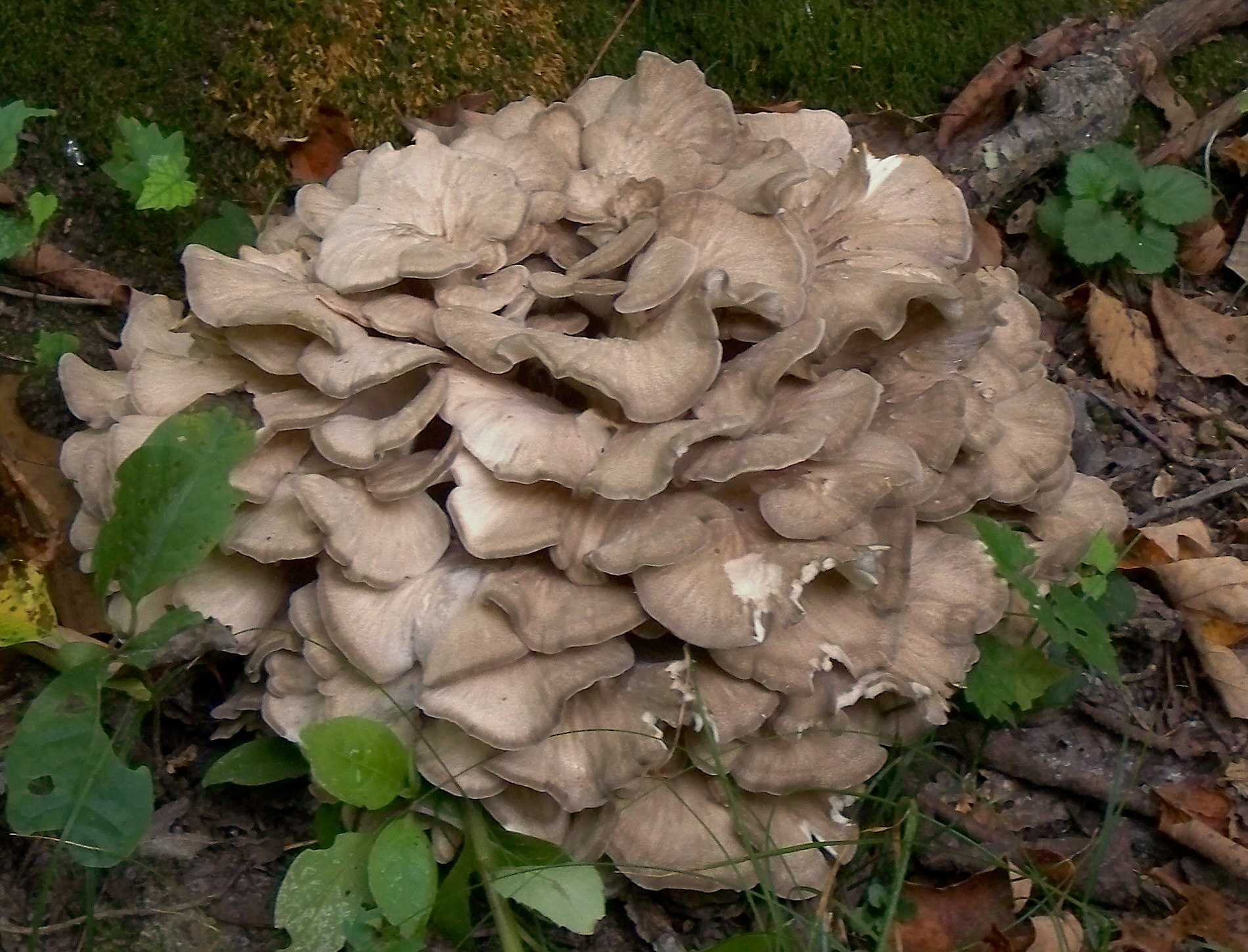
Grifola frondosa (Grifolaceae)
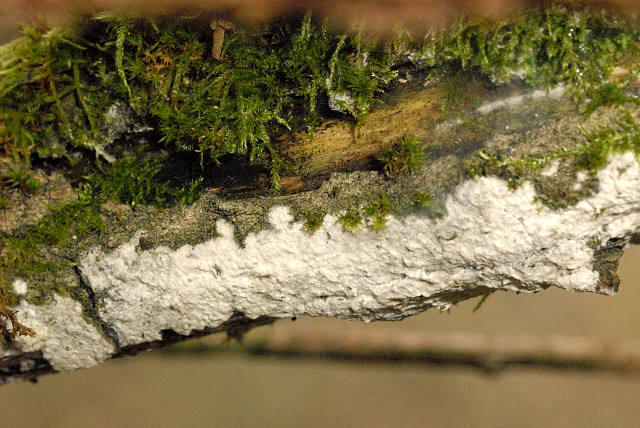
Hyphoderma praetermissum (Hyphodermataceae)
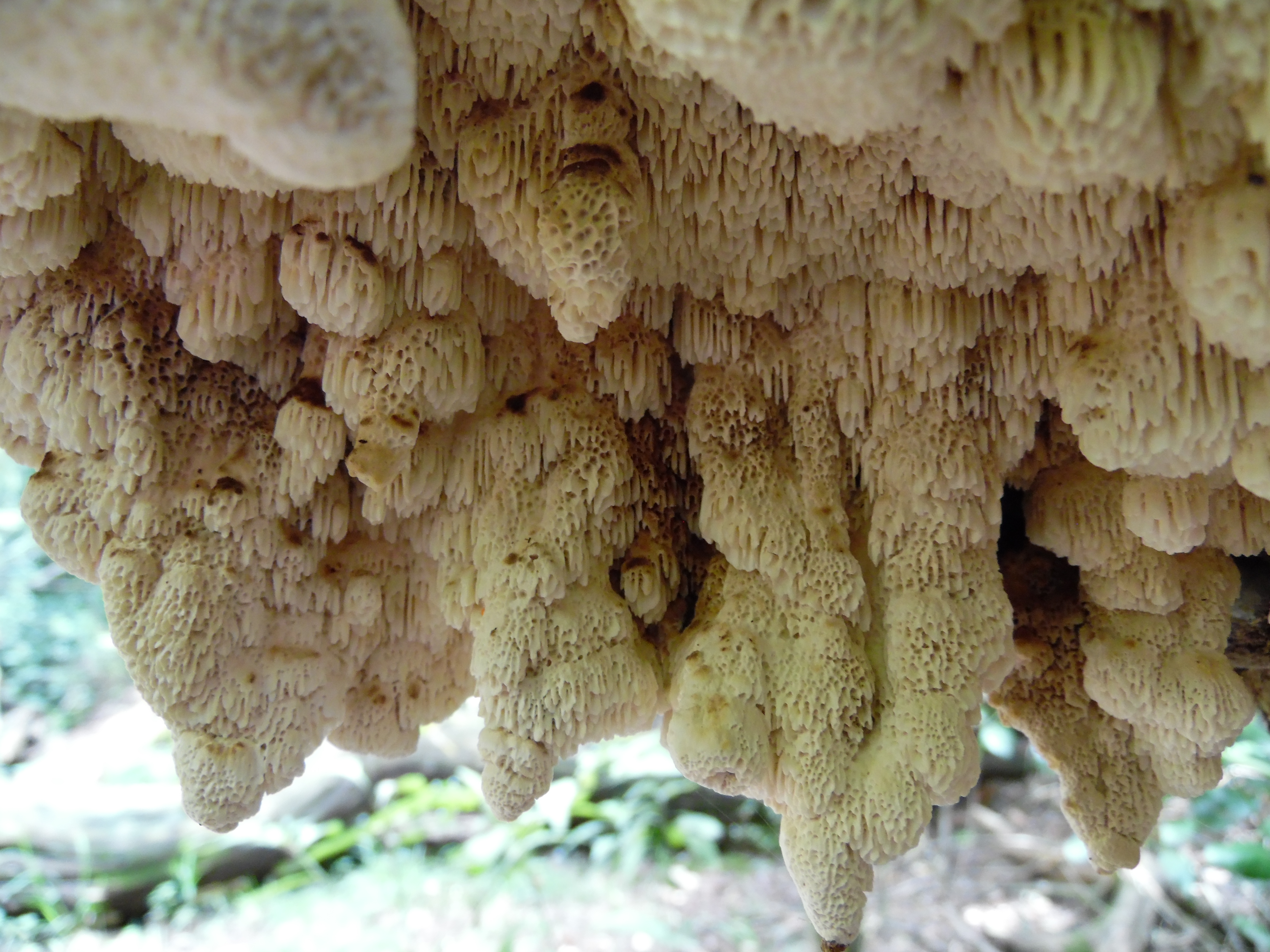
Irpex lacteus (Irpicaceae)
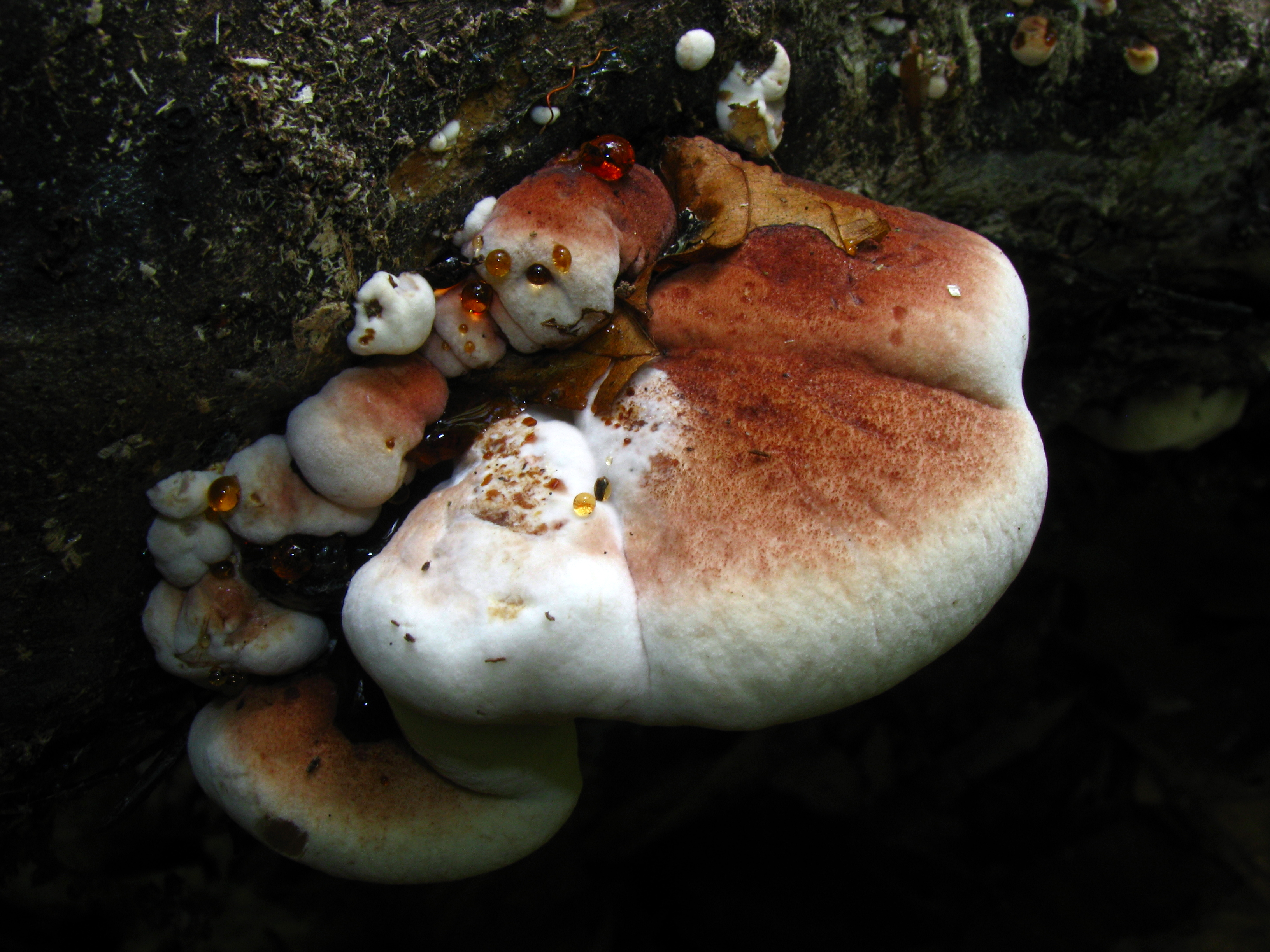
Ischnoderma resinosum (Ischnodermataceae)

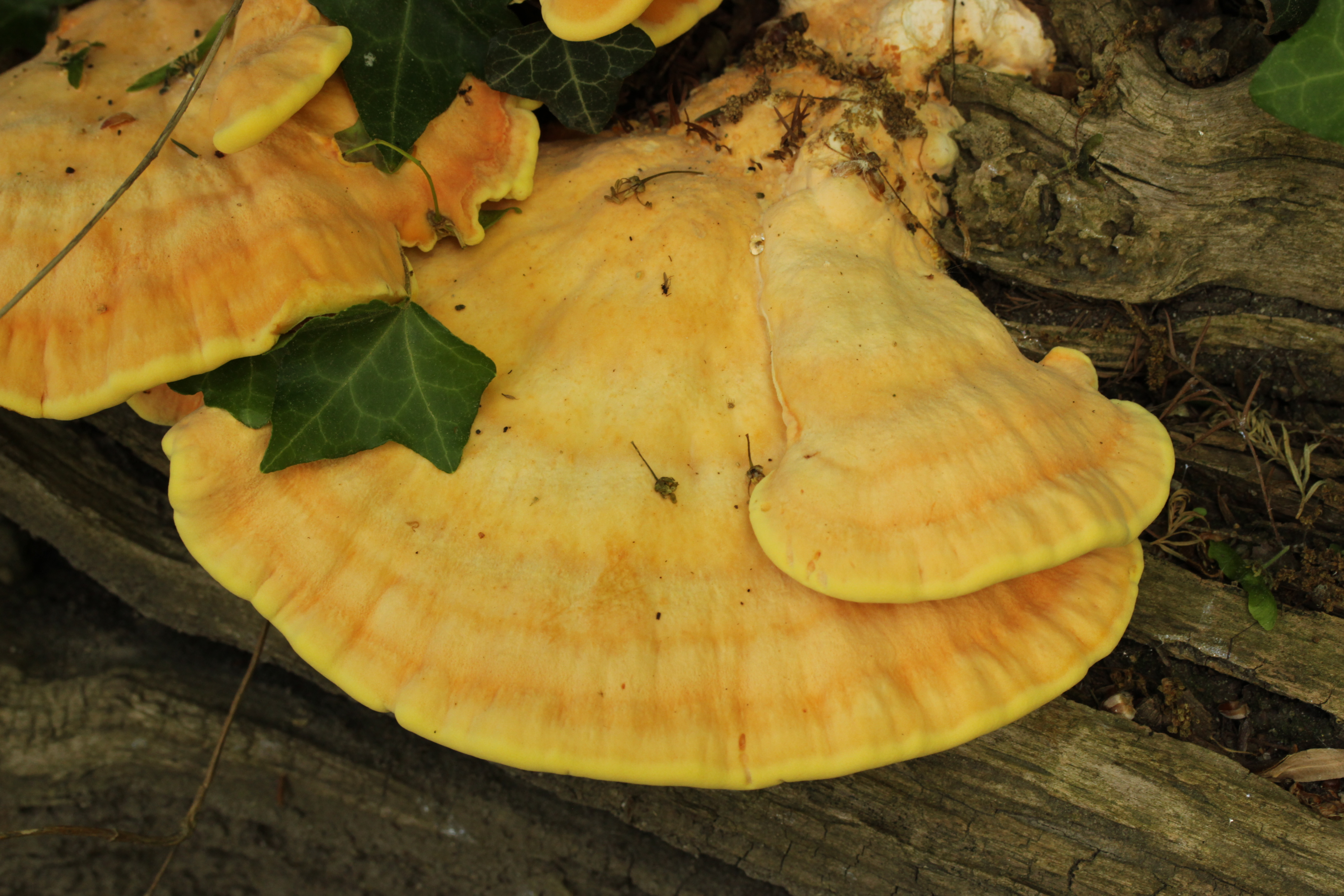
Laetiporus sulphureus (Laetiporaceae)
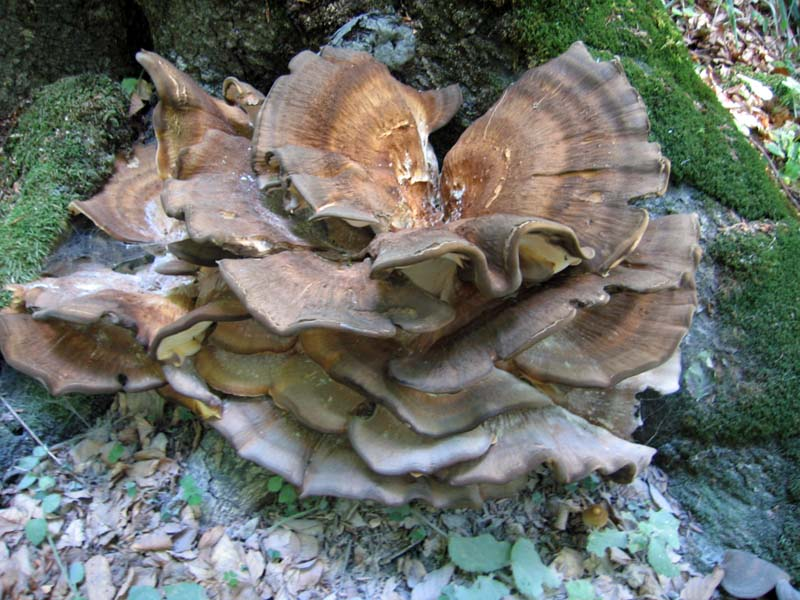
Meripilus giganteus (Meripilaceae)
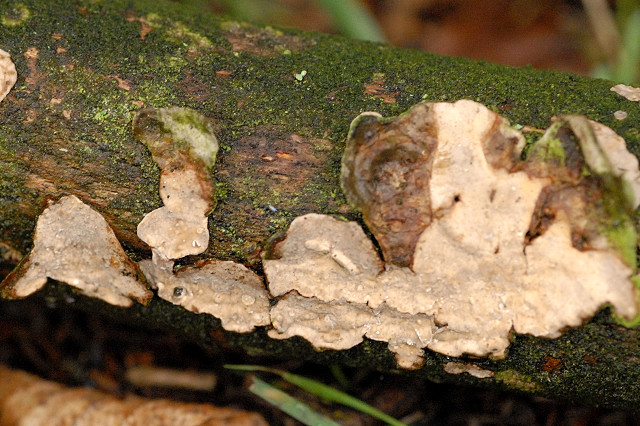
Phanerochaete.velutina (Phanerochaetaceae)
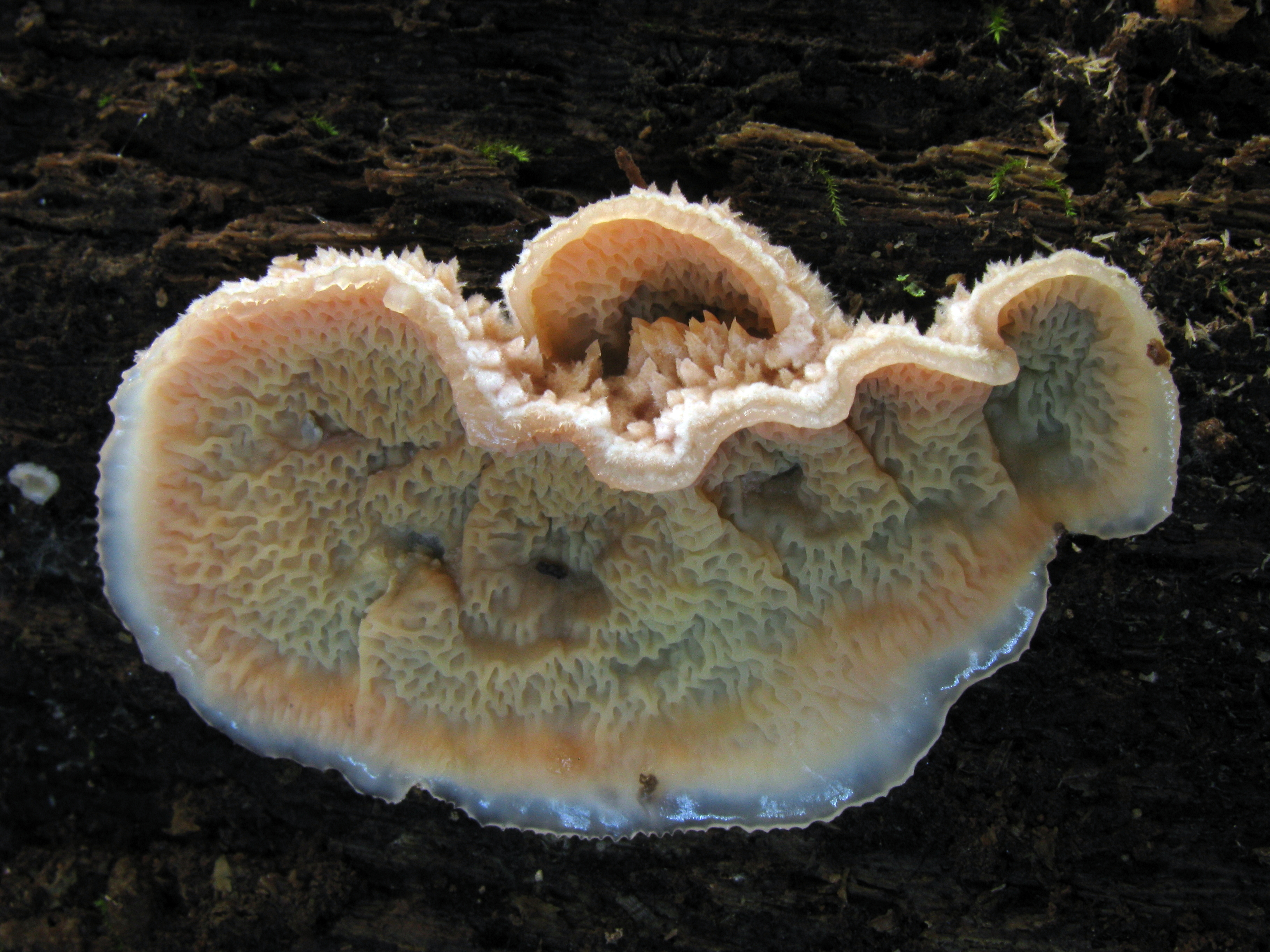
Phlebia tremellosa (Meruliaceae)
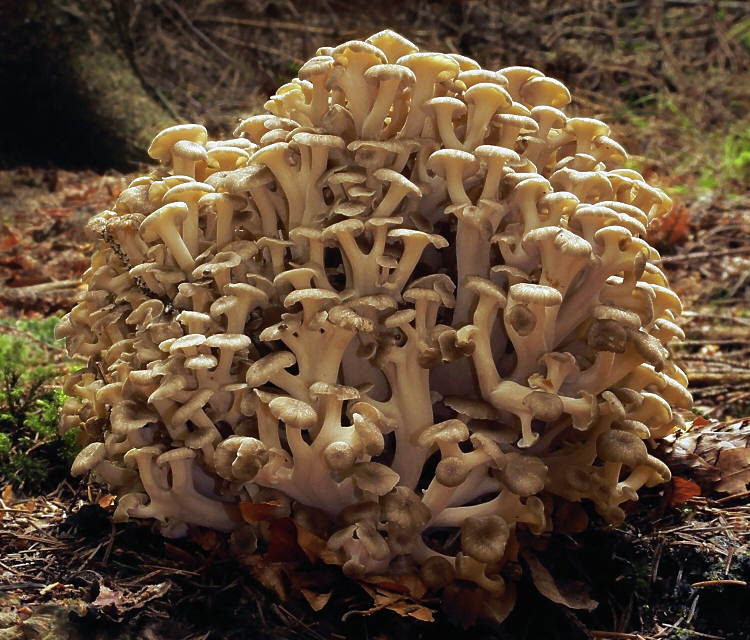
Polyporus umbellatus (Polyporaceae)
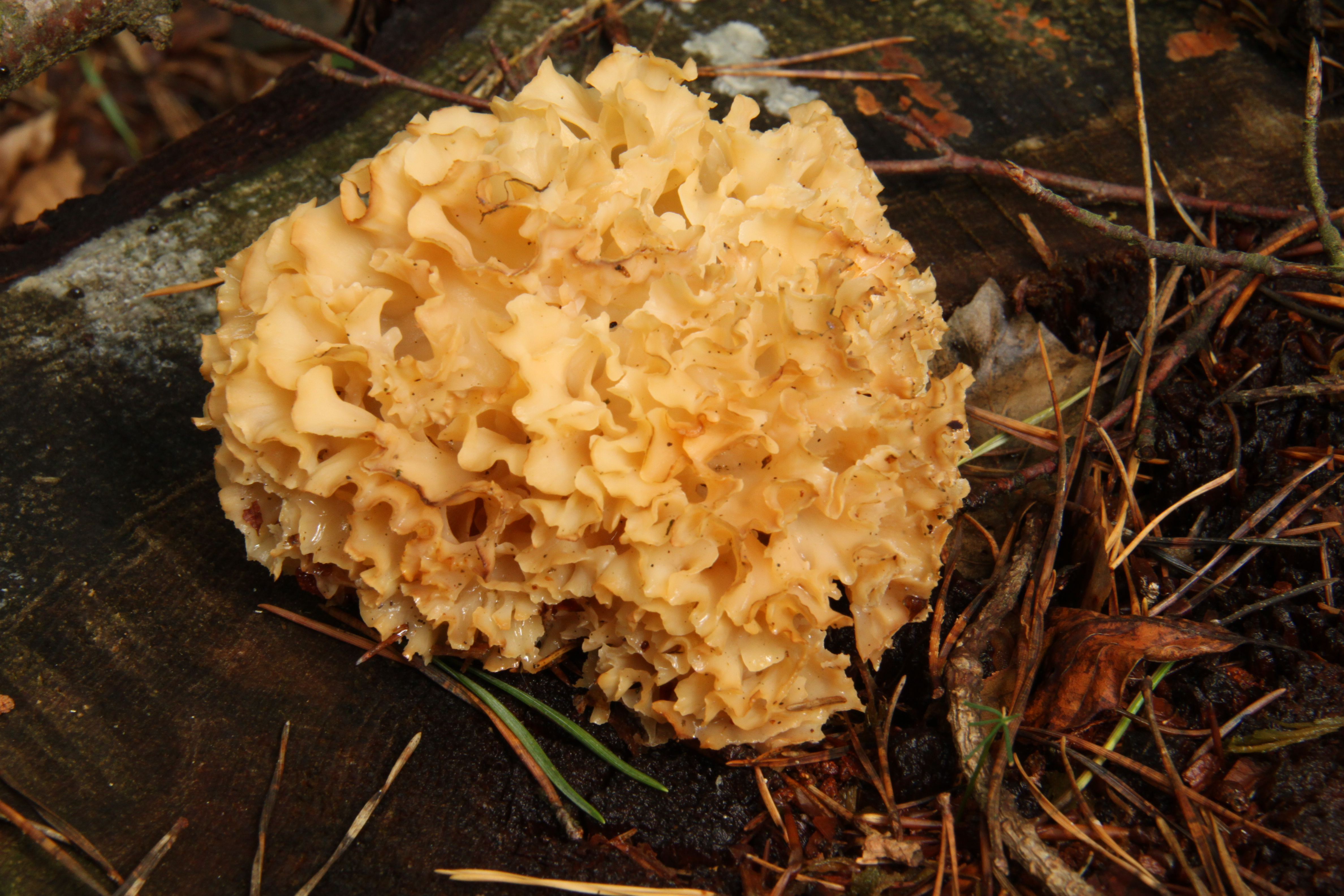
Sparassis crispa (Sparassidaceae)
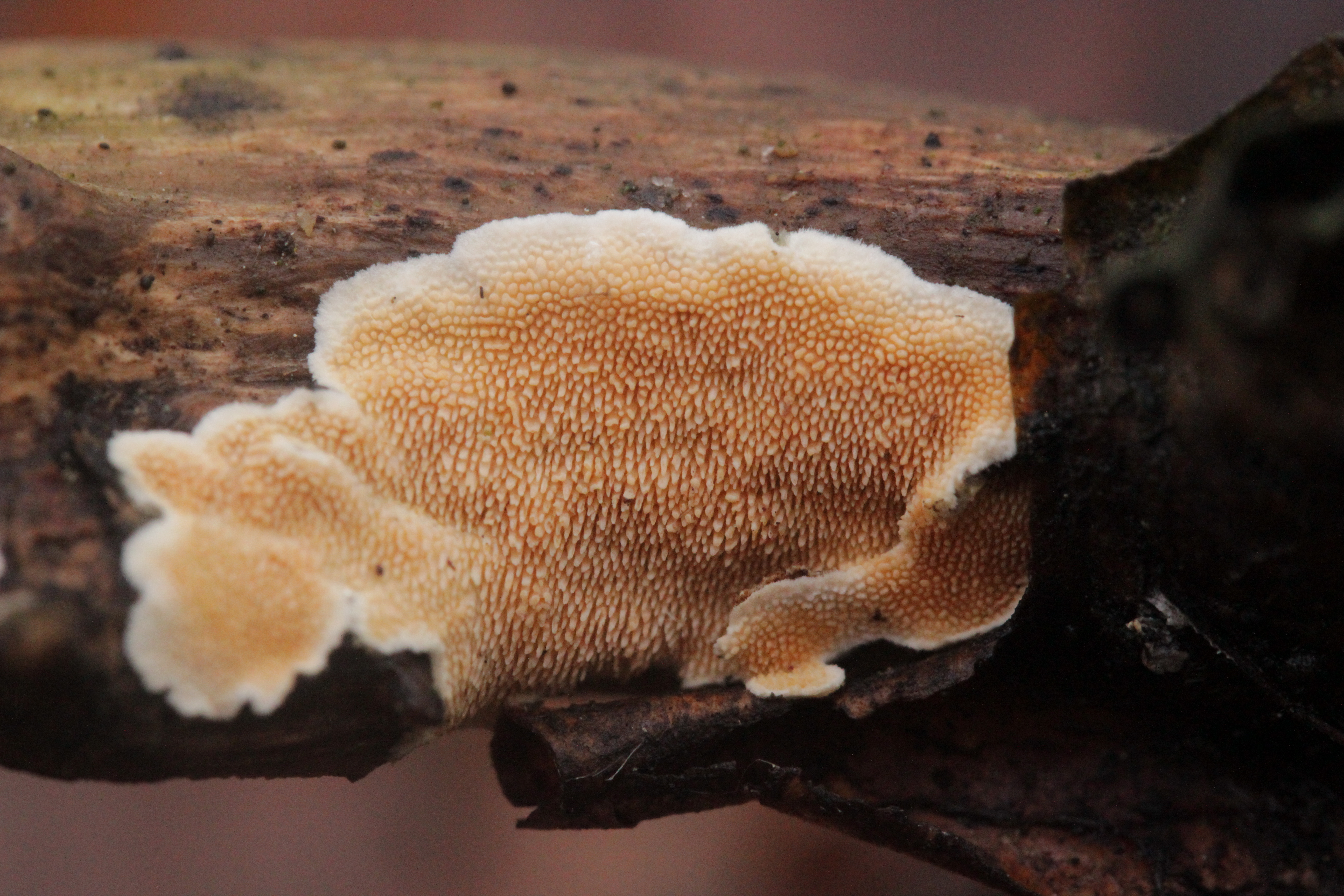
Steccherinum ochraceum (Steccherinaceae)
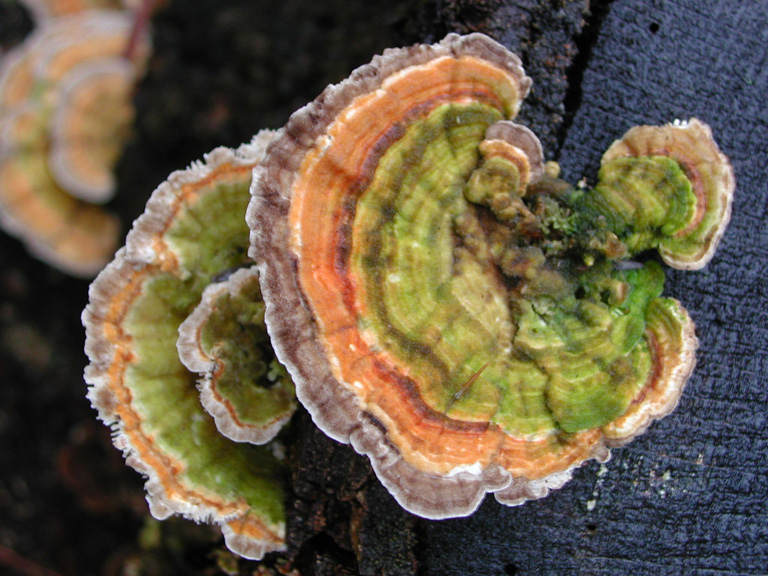
Trametes versicolor (Polyporaceae)
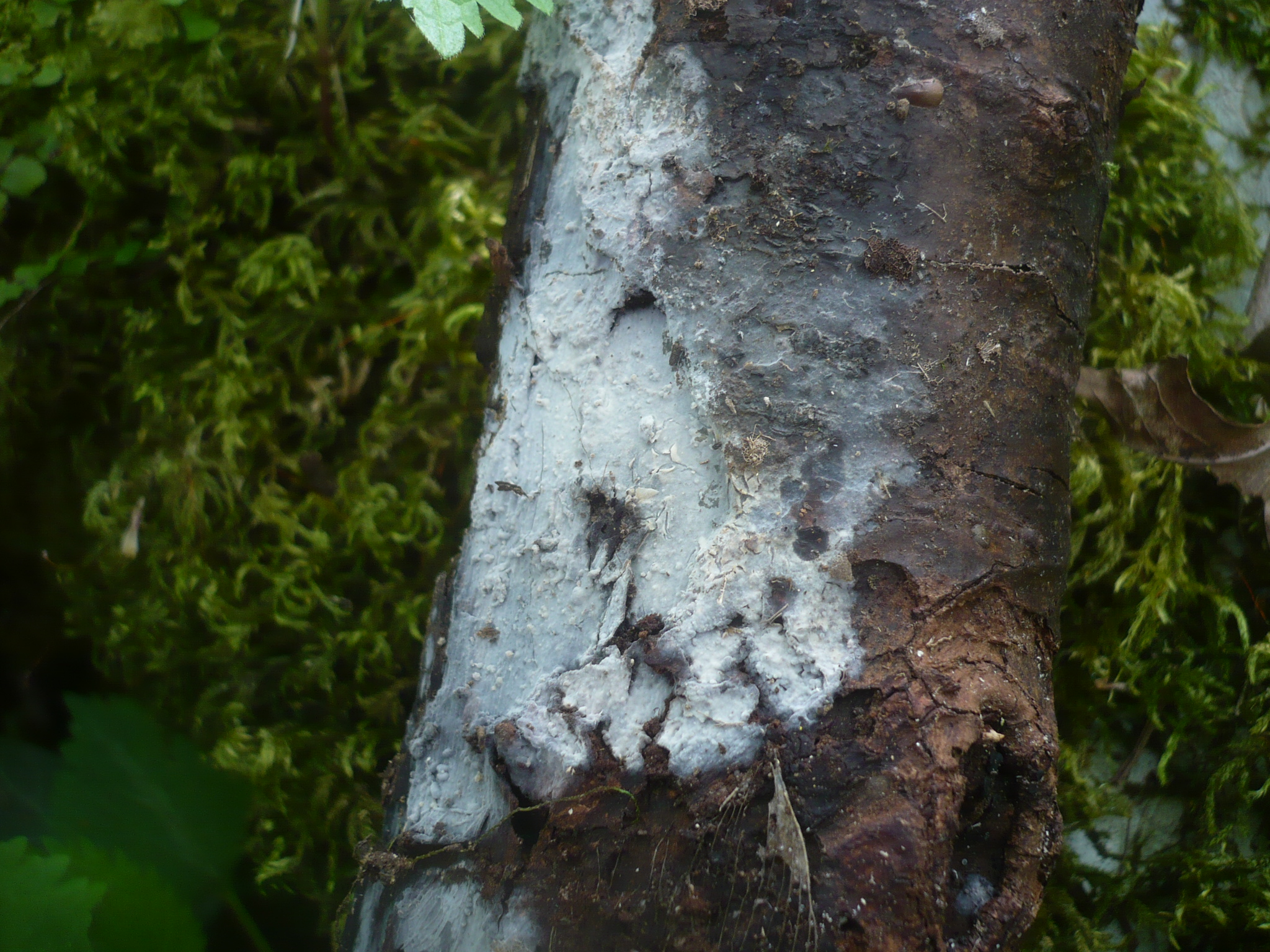
Xenasma pulverulentum (Xenasmataceae)

## Valorificare
Unele specii, incluzând mai mulți membri ai genurilor Laetiporus și Sparassis sunt comestibile și delicioase.
Mai multe soiuri dintre Polyporales, în special Ganoderma lucidum, Grifola frondosa (maitake), Lignyotus rhinocerotis, Taiwanofungus camphoratus sau Trametes versicolor sunt cultivate și comercializate pentru utilizare în medicina tradițională chineză.
Laetiporus sulphureus, Fomes fomentarius, Fomitopsis pinicola, Fomitopsis betulina și Laricifomes officinalis au fost utilizate pe scară largă în medicina populară din Europa Centrală pentru tratamentul diferitelor boli.
Fomitopsis betulina a fost folosită anterior la fabricarea creioanelor de cărbune și Amadou, un material spongios derivat din Fomes fomentarius, a fost folosit încă din cele mai vechi timpuri drept iască.
La Ganoderma applanatum, datorită colorării permanente al stratul porilor prin atingere sau violare (la exemplare mai tinere), artiștii au descoperit de mult funcția posibilă de pânză de desen, între alții Corey Corcoran care gravează cu multă răbdare peisaje, situații si diverse scenarii pe suprafața moale a materialului natural cu un rezultat adevărat spectaculos. Nu fără motiv babița este denumită în engleză artist's bracket (brățara artistului) sau artist's conk (scoica artistului).
Dar nu  puține specii ale ordinului au și o parte dăunătoare. Astfel, multe ciuperci de degradare a lemnului din genurile Fomes, Fomitopsis și Ganoderma sunt patogene, efectuând putregaiul la trunchiurile și rădăcinile arborilor vii, ce duce în consecință la pierderi mari de lemn în păduri precum în plantațiile forestiere. Mai multe specii, cum ar fi ciuperca de mină Fibroporia vaillantii, pot putrezi și deteriora cheresteaua.<ref>Ladislav Reinprecht: „Wood Deterioration, Protection and Maintenance”, Editura Wiley-Blackwell, Hoboken, New Jersey, 2016, p. 147 ISBN 978-1-119-10651-7

## Bibiliografie
- Bruno Cetto: „Der große Pilzführer”, vol. 1, ed. a 5-a, Editura BLV Verlagsgesellschaft, München, Berna, Viena 1979, ISBN 3-405-12116-7
- Rose Marie Dähncke: „1200 Pilze in Farbfotos”, Editura AT Verlag, Aarau 2004, ISBN 3-8289-1619-8
- Ernst Albert Gäumann: „Vergleichende Morphologie der Pilze”, Editura Gustav Fischer, Jena 1926
- J. E. și M. Lange: „BLV Bestimmungsbuch - Pilze”, Editura BLV Verlagsgesellschaft, München, Berna Viena 1977, ISBN 3-405-11568-2
- Hans E. Laux: „Der große Pilzführer, Editura Kosmos, Halberstadt 2001, ISBN 978-3-440-14530-2
- Till E. Lohmeyer & Ute Künkele: „Pilze – bestimmen und sammeln”, Editura Parragon Books Ltd., Bath 2014, ISBN 978-1-4454-8404-4
- Linus Zeitlmayr: „Knaurs Pilzbuch”, Editura Droemer Knaur, München-Zürich 1976, ISBN 3-426-00312-0